# Government of Singapore Investment Corporation
El Government of Singapore Investment Corporation Private Limited (GIC) fue establecido por el Gobierno de Singapur en 1981 para gestionar las reservas internacionales de Singapur. Con una red de ocho oficinas en las principales capitales financieras de todo el mundo, GIC invierte en acciones, renta fija, instrumentos de mercado monetario, bienes raíces e inversiones especiales. El actual presidente es Lee Hsien Loong.
La cartera de inversión de GICC es administrada por sus tres subsidiarias: GIC Asset Management Pte Ltd (mercados públicos), GICC Real Estate Pte Ltd y GIC Special Investments Pte Ltd (inversiones de capital privado). En el 2008, The Economist informó que Morgan Stanley ha estimado los activos del fondo en 330 mil millones dólares, lo que lo hace el tercer Fondo Soberano de Inversión más grande del mundo.
El Wall Street Journal informó que el GICC sufrido una pérdida de alrededor de 59 millones de dólares de Singapur en el año fiscal que terminó el 31 de marzo de 2009, y su cartera actual es de alrededor de S$ 265 mil millones dólares después de caídas en las inversiones de capital y de valoraciones de propiedad.